# Theo Bos

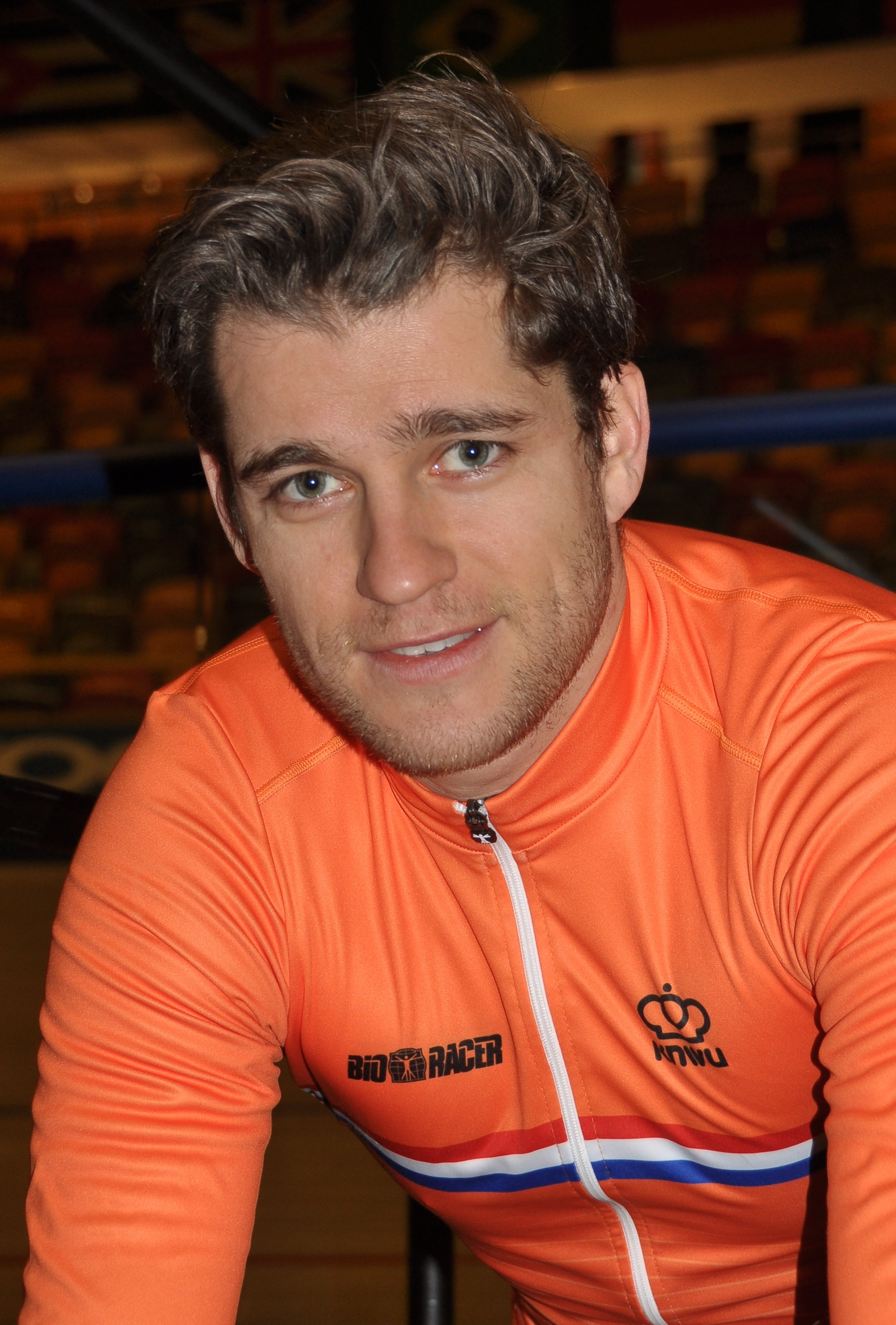
Theo Bos

Theo Bos, född 22 augusti 1983 i Hierden, Nederländerna, är en nederländsk tävlingscyklist, främst inom bancykling. Theo Bos är femfaldig världsmästare på bana.

## Karriär
Som cyklist i juniorklassen vann Theo Bos världsmästerskapen i 1000 meter tempolopp i Trexlertown, USA.
Theo Bos tog silver i sprint på bana vid OS 2004. Under samma säsong vann Theo Bos guld i individuell sprint och 1000 meter tempolopp på världsmästerskapen 2004. Året därpå vann han 1000 meter tempolopp och tog silvermedalj i lagsprint tillsammans med Teun Mulder och Tim Veldt på världsmästerskapen.
På världsmästerskapen 2006 vann Bos guldmedaljen i keirin och individuell sprint. I keirin vann han med en klar marginal framför José Antonio Escuredo och Arnaud Tournant, då han också kunde höja armarna i en segergest innan han korsade mållinjen, något som inte är vanligt inom bancyklingen. Med två varv att köra runt velodromen attackerade nederländaren och körde förbi alla sina konkurrenter och höll ända in i mål.
Den 16 december 2006 slog Bos världsrekordet på bana över 200 meter under kvalifikationsvarven för sprinttävlingen under en världscuptävling i Moskva. Bos klockade 9.772 sekunder och slog därmed det elvaåriga rekordet som tidigare hölls av kanadensaren Curt Harnett. Fem dagar senare blev Bos utsedd till Nederländernas bästa idrottsman det året.
Under säsongen 2007 tog han guld i sprint under världsmästerskapen i Palma de Mallorca och han slutade tvåa i keirin efter det skotska cyklisten Chris Hoy. Efter mästerskapen åkte Theo Bos tillbaka till Nederländerna och staden Enkhuizen i april för att tävla i landsvägstävlingen Sprint Enkhuizen. Han vann där framför sina bankollegor Matthias John och Tim Veldt. Han fortsatte säsongen med att cykla uppvisningsloppen, på landsväg, Made, Profronde van Wateringen och Steenwijk. Bos slutade trea på alla de tre uppvisningsloppen, så kallade kriterium.
I december 2007 fortsatte bansäsongen med att Theo Bos slutade trea i keirin efter skottarna Chris Hoy och Ross Edgar i en världscuptävling i Sydney. Några dagar senare vann han, Tim Veldt och Teun Mulder lagsprint i Peking före Frankrike och Storbritannien. Bos vann också sprint i Peking före Mickaël Bourgain och Stefan Nimke. Säsongen 2007 avslutades med guldmedalj i keirin och sprint under de nederländska nationsmästerskapen.
Ett silver i lagsprint i Ballerup, Köpenhamn, blev Theo Bos första stora resultat under säsongen 2008. Under världsmästerskapen 2008 slutade Bos, Mulder och Veldt trea efter Frankrike och Storbritannien. 
Inför säsongen 2009 bestämde sig Theo Bos för att försöka prova lyckan inom landsvägscykling. Han slutade trea på etapp 2 och 3 av Settimana Ciclista Lombarda under sitt första år. Han vann Ronde van Noord-Holland framför Kenny Van Hummel och Michael Van Staeyen. Några dagar därpå slutade han trea på Ronde van Overijssel bakom Van Hummel och Eric Baumann. I maj 2009 vann han Omloop der Kempen. Bos vann etapp 1 av Olympia's Tour, en dag efter att hans stall Rabobank Continental Team hade vunnit lagtempot, där Theo Bos korsade mållinjen först av alla. Han vann också etapperna 2 och 4 av tävlingen.
Efter säsongen 2009 lämnade Theo Bos det nederländska stallet Rabobank Continental Team och valde att gå vidare till Cervélo TestTeam.

## Privatliv
Theo Bos är bror till Jan Bos, är en skridskoåkare.